# Тахифилаксия
Тахифилаксията (от гръцки tachy - „бързо“ и phylaxis - „защита“) е адаптационен механизъм за защита на организмите от несвойствени вещества. При продължително приемане на ниски дози от което и да било химично съединение, живите организми са способни да си изградят метаболитни пътища за неговото обезвреждане и изхвърляне. По този път са еволюирали един вид канарчета, които живеят само в отровните изпарения около кратерите на вулканите. Един вид мушички е привикнала да живее в отровните изпарения от нефтените кладенци.
Много монарси и аристократи в миналото, продължително са приемали малки количества цианидни, арсенови, оловни и други съединения, за да се предпазят от злоумишлено отравяне с тях. Друга полза от тахифилаксията била възможността да убият своите непривикнали към отровата неприятели, чрез храни и напитки от собствената си трапеза.
Тахифилаксията не винаги е полезна. Когато човешкият организъм развие тахифилаксия към някои лекарства, те стават безполезни до края на неговия живот. Тахифилаксията е физиологичният механизъм за пристрастяване към никотин (тютюнопушене), алкохол, наркотици и т.н.